# Canariellanum hierroense
Canariellanum hierroense är en spindelart som beskrevs av Jörg Wunderlich 1992. Canariellanum hierroense ingår i släktet Canariellanum och familjen täckvävarspindlar.
Artens utbredningsområde är Kanarieöarna. Inga underarter finns listade.